# Raymond Depardon
Raymond Depardon (Villefranche-sur-Saône, 6 de julho de 1942) é um fotógrafo, fotojornalista e cineasta francês.